# Bulbophyllum hyalinum
Bulbophyllum hyalinum là một loài phong lan thuộc chi Bulbophyllum.